# Ruggero Ruggeri (Schauspieler)

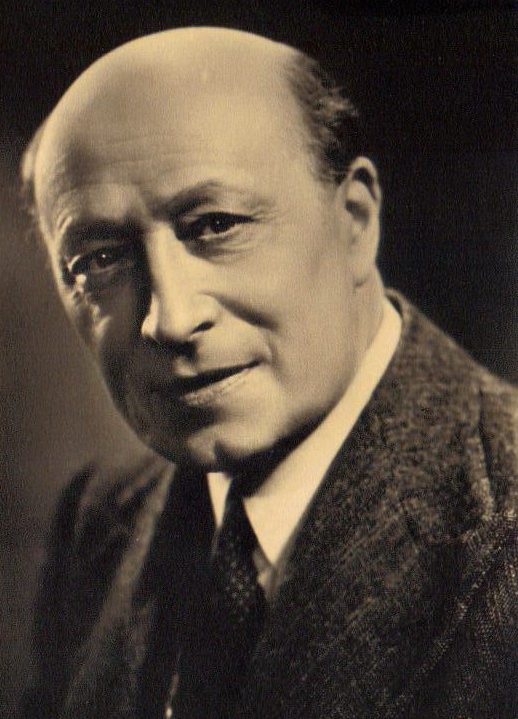
Ruggero Ruggeri

Ruggero Ruggeri (* 14. November 1871 in Fano; † 20. Juli 1953 in Mailand) war ein italienischer Schauspieler. Er begann seine schauspielerische Karriere 1909 im Theater an der Seite von Lyda Borelli. Er stand 1914 das erste Mal für den Film L'istruttoria von Enrico Guazzoni vor der Kamera.

## Leben
Ruggero Ruggeri wurde als Sohn von emilianischen Eltern geboren. Sein Vater war Rechtsanwalt Augusto aus Parma, der damals Philosophielehrer und Rektor des örtlichen Gymnasiums „Nolfi“ war. Seine Mutter war Corinna Casazza aus Guastalla, einem Ort in Ruggeri, wo die beiden am 5. Oktober 1870 geheiratet hatten. Dreizehn Monate später wurde ihr Sohn geboren, mit dem sie 1872 aus dem Ort wegzogen, nachdem der Vater öffentlich von einigen Eltern seiner Schüler angegriffen worden war. Zeitlebens stand Ruggeri daher zu Fano sehr ablehnend gegenüber. Nach Stationen in verschiedene Städte im mittleren Norden, wo das Familienoberhaupt vom Bildungsministerium als Lehrer oder Schulleiter versetzt wurde, blieb die Familie einige Jahre in Florenz, wo Ruggero die Grundschule besuchte. Zeiten auf dem Gymnasium verbrachte Ruggeri in Bologna, Lodi und Parma.
Als 1886 Ruggeros Vater mit nur 48 Jahren starb, gingen Ruggeri und seine Mutter nach Guastalla, um bei ihren Verwandten zu bleiben. Ruggeri unterbrach sein Studium und zog nach Bologna, um sich dem Theater zu widmen.
Nach dem Tod seiner Mutter (1923) unternahm der Schauspieler eine lange Reise durch Europa und Nordamerika, auf der er die Französin Germaine Darcy kennenlernte, die er am 4. März 1926 heiratete. Beiden ließen sich in Mailand nieder, wo sie zeitlebens blieben. Das Ehepaar blieb kinderlos.
Ruggero Ruggeri starb am 20. Juli 1953 in einer Mailänder Klinik an Komplikationen nach einer Thrombophlebitis. Er erhielt ein Staatsbegräbnis und unter den Kondolierenden waren Persönlichkeiten wie Luigi Einaudi, Laurence Olivier, Giulio Andreotti, Remigio Paone und Silvio D'Amico, Theaterkritiker sowie Gründer und Direktor der National Academy of Dramatic Arts.
Er wurde zusammen mit seiner Mutter im Famedio des Mailänder Monumentalfriedhofs beigesetzt. Auf dem Grab sind Pirandellos Worte «Maestro d'ogni compound ardire» eingraviert. Seine Frau überlebte ihn um etwas mehr als ein Jahr und starb am 11. November 1954 in einer Mailänder Klinik.
Ruggeri war der Freimaurerei des Schottischen Ritus in der Loge „Gustavo Modena“ in Rom, in der er den Grad eines Meisters erlangte.
Aufgrund seines guten Kontaktes zum Heimatort seiner Mutter, wurde ihm 1926 die Ehrenbürgerschaft von Guastalla verliehen und nach seinem Tod das Stadttheater nach ihm benannt.

## Karriere

### Theater
Ruggeri erhielt schauspielerische Ausbildung bei Ermete Novelli und Claudio Leigheb, wo er an der Stilisierung der Geste und seiner tiefen, klangvollen Stimme arbeitete.
Berühmt blieb seine Interpretation der Figur des Aligi in Gabriele D’Annunzios Die Tochter des Iorio, deren erster Interpret er war und die er auch dreißig Jahre später auf der Bühne des Teatro Argentina in Rom in der berühmten Inszenierung  unter der Regie von Luigi Pirandello wieder aufnahm. Ruggeri spielt viele schwierige Charaktere in Stücken von Pirandello, unter anderem Heinrich IV. Im Teatro Argentina in Rom  erzielte Ruggeri 1936 mit dem Stück große Erfolge, als er es sieben Nächte lang aufführte.
In Gastspielen am  Teatro Carignano von Turin
Ruggeri trat mit Schauspielerinnen wie Emma Gramatica, Marta Abba, Lyda Borelli und Wanda Capodaglio auf und unternahm erfolgreiche Tourneen im Ausland. Am Ende seiner Bühnenkarriere arbeitete er mit Luchino Visconti zusammen, unter dessen Regie er 1948 den melancholischen Jack in Shakespeares Wie es euch gefällt  und 1949 den Egisto in Alfieris Orestes.

### Kino
Ruggeri widmete sich auch dem Kino, ohne seinen rein theatralischen Rahmen zu verlassen, und debütierte 1914 vor der Kamera unter der Regie von Enrico Guazzoni in L'istruttoria.
Unter den Filmen, in denen er die Hauptrolle spielte, sind „Die Witwe“, basierend auf dem Roman von Renato Simoni, „I promessi sposi“, in dem er den Kardinal Borromeo spielte, und „Sant’Elena, piccola isola“. Sein letzter Film war Don Camillos Rückkehr, wo er kurz nach den Dreharbeiten starb.

## Filmografie (Auswahl)
- 1914: L'istruttoria
- 1941: Die Verlobten (I promessi sposi)
- 1942: Eifersucht (Gelosia)
- 1952: Don Camillo und Peppone (Le petit monde de Don Camillo) (Stimme)
- 1952: Engel oder Sünderin? (Le due verità)
- 1953: Don Camillos Rückkehr (Le retour de Don Camillo) (Stimme)